# Ramboldia arandensis
Ramboldia arandensis är en lavart som först beskrevs av Elix, och fick sitt nu gällande namn av Kalb, Lumbsch & Elix. Ramboldia arandensis ingår i släktet Ramboldia och familjen Lecanoraceae.   Inga underarter finns listade i Catalogue of Life.